# دیگو گویدی
دیگو گویدی (انگلیسی: Diego Guidi؛ زادهٔ ۱۷ فوریهٔ ۱۹۸۱) بازیکن فوتبال اهل آرژانتین است.
از باشگاه‌هایی که در آن بازی کرده‌است می‌توان به باشگاه فوتبال جیمناسیا لاپلاتا اشاره کرد.